# Louis Clark
Louis Clark (n. 27 februarie 1947, Kempston, Anglia, Regatul Unit – d. 13 februarie 2021, Elyria⁠(d), Ohio, SUA) a fost un aranjor muzical și claviaturist britanic.